# گینتاری شیدت
گینتاری شیدت (انگلیسی: Gintarė Scheidt؛ زادهٔ ۱۲ نوامبر ۱۹۸۲) ورزشکار اهل لیتوانی است.
وی در مسابقات کشوری و بین‌المللی در مجموع برندهٔ ۲ مدال طلا، ۲ مدال نقره، ۱ مدال برنز شده‌است.